# Pedro da Silva (Postzusteller)

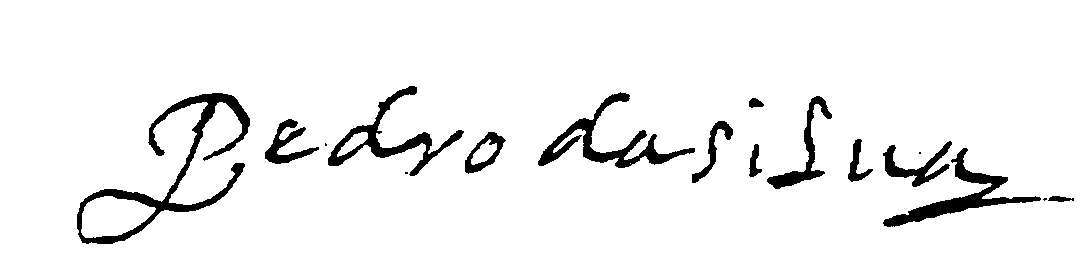
Unterschrift von Pedro Da Silva

Pedro da Silva (* 1647 in Lissabon, Portugal; † 2. August 1717 in Kanada) war der erste Postzusteller Kanadas.

## Leben
Pedro da Silva wurde 1647 in Lissabon geboren. Gelegentlich wurde auch 1651 als mögliches Geburtsjahr erwähnt, doch wird heute allgemein 1647 als Geburtsjahr genannt. Über sein weiteres Leben ist wenig bekannt, bis er vermutlich 1672 oder erst 1673 in der französischen Kolonie Neufrankreich ankam, und sich im Gebiet der heutigen kanadischen Provinz Québec niederließ. Er war als Bote tätig und wurde auch Pierre da Sylva oder Pedro Dassylva genannt. 1677 heiratete er Marie Jeanne Greslon, mit der er 14 Kinder hatte. 1681 zog die Familie nach Beauport und später nach Sault-au-Malot (heutige Gemeinden bzw. Viertel der Stadt Québec), wo sich da Silva verstärkt in der Beförderung von Gütern betätigte. Über den nahen Sankt-Lorenz-Strom verschiffte er Güter in die gesamte Kolonie und nahm Sendungen an. Er erhielt dabei einen zunehmend guten Ruf als verlässlicher Transporteur von Waren und Sendungen.

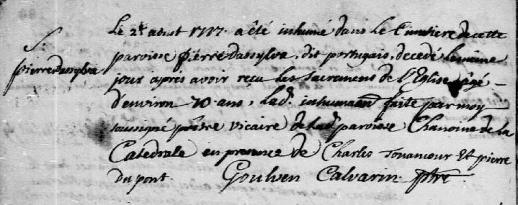
Totenschein Pedro da Silvas

Überliefert ist eine von ihm zum Preis von 20 Sols im Jahr 1693 getätigte Postzustellung von Montreal nach Quebec, was gelegentlich als erste reguläre Postsendung Kanadas bezeichnet wird. 1705 wurde er von der Regierung als erster Postzusteller der Kolonie bestellt, und er wurde offiziell für seine Pünktlichkeit und Zuverlässigkeit gelobt, insbesondere in der Zustellung von behördlichen Postsendungen und Regierungsdokumenten zwischen den wichtigsten Orten Neufrankreichs. So war er der einzige, der auch während der Irokesenkriege Fracht- und Postsendungen über den St.-Lorenz-Fluss transportierte.
Am 2. August 1717 starb da Silva, vermutlich im Zusammenhang mit der damaligen Fieberepidemie in Quebec.

## Rezeption
Die Postzustellung durch Pedro da Silva wird in Kanada dadurch gewürdigt, dass die kanadische Regierung dieses Ereignis am 19. Mai 1927 zu einem „nationalen historischen Ereignis“ erklärte. Die Würdigung dieser Postzustellung ist verbunden mit der Würdigung einer Organisation eines ersten offiziellen Postzustellsystems für Bürger in Kanada durch Benjamin Franklin.
1938 wurde in der Hauptpost von Montreal eine Gedenktafel für Pedro da Silva enthüllt, als den ersten Postboten des Landes. Am 6. Juni 2003 brachte die kanadische Post Canada Post eine Briefmarke heraus, die an Pedro da Silva und seine Ernennung zum königlichen Boten Neufrankreichs erinnerte.
Bewunderer und Nachfahren da Silvas unterhalten auf Facebook eine Seite für ihn.
Am 25. November 2013 feierte der in einer englischsprachigen und einer portugiesischsprachigen Version erschienene Dokumentarfilm Canada´s first postman bzw. O Primeiro Carteiro do Canadá des kanadischen Fernsehregisseurs Bill Moniz Premiere. Auch eine französischsprachige Fassung unter dem Titel Pedro da Silva, le premier facteur du Canada wurde kurz danach veröffentlicht. Dabei kündigte der portugiesischstämmige Regisseur die Errichtung einer Statue Pedro da Silvas in Ottawa an. Am Film mitgearbeitet haben u. a. Francine Dassylva, eine Nachfahrin da Silvas, und Carlos Taveira, ein kanadischer Forscher portugiesischer Abstammung, der bereits an einem umfassenden Buch über Pedro da Silva arbeitete (Veröffentlichung im Februar 2014).